# 半山 (臺灣地名)
半山，是臺灣南投縣南投市的一個傳統地域名稱，位於該市中部偏西北地帶。相較於今日行政區，其範圍大致包括平山里不含北部西段、永豐里西南端、新興里最東端及西南部凸出部分的南半部。

## 歷史
台灣清治末期至日治初期，半山地區為一街庄，稱為「半山庄」，隸屬於南投堡。該庄輪廓略呈東北—西南走向狹長形，西北及北與林仔庄為鄰，東北隔貓羅溪與營盤口庄、內轆庄、軍功藔庄為界，東南邊及南邊為牛運堀庄，西南邊為施厝坪庄。
1901年（日治明治三十四年）11月，全台廢縣廳改設二十廳，該庄隸屬於南投廳。1903年（明治三十六年）6月，該庄編入「南投區」，隸屬於南投廳。1909年（明治四十二年）10月，合併二十廳為十二廳，南投區仍隸屬於南投廳。1920年（大正九年），全台地方制度大改正，廢十二廳改設五州二廳，該庄改制為「半山」大字，隸屬於臺中州南投郡南投街。
戰後南投街改制為南投鎮，隸屬於臺中縣，大字亦改制為里。1950年10月，中、彰、投分治，南投鎮改隸屬南投縣。1981年，南投鎮升格為南投市。

## 聚落
本地區發展較早的聚落為半山，在日治期初期的官方地圖上已有記載。此外，本地區尚有平山聚落。

## 交通
國道3號又稱「福爾摩沙高速公路」，是貫穿台灣西部的兩條縱向高速公路之一，大致以西北—東南走向轉北北西—南南東走向再轉西北—東南走向蜿蜒經過半山地區東北端。境內南部邊界東端福崗路一段交會處設有南投交流道，由此可快速前往台灣南北各地，或於北側的中興系統交流道轉省道台76線以前往彰化平原。福崗路一段是南投交流道的連絡道路，可通往省道台3甲線及台3線。
省道台3線（南崗三路～二路）俗稱「內山公路」，是臺北至屏東的平面幹道，大致以西北微北—東南微南走向轉北北西—南南東走向經過本地區中部。由該道路向西北微北轉北北西經省道台14丁線路口後繞彎道轉東北經省道台14乙線立體交叉路口、國道3號高架橋下後可前往草屯、霧峰、大里、台中市區等地；向南南東可前往南投市區、名間、竹山、林內等地。
省道台3甲線（彰南路三段～二段）是草屯至南投的幹道，大致以西北微北—東南微南走向轉北北西—南南東走向經過本地區中部偏東地帶。由該道路向西北微北至林子的省道台14丁線終點路口轉東北經國道3號高架橋下後可前往營盤口、山腳、山腳與林子頭交界地帶、草屯市區、番子田與牛屎崎交界地帶並止於省道台3線路口；向南南東可前往牛運堀、南投市區、三塊厝、茄苳腳北部並止於省道台3線另一路口。
鄉道投20線（成功三路）是施厝坪至樟樹公的道路，大致以西南西—東北東走向由本地區西南端入境，繞彎道轉南南西—北北東走向再繞道S形後轉南南東—北北西走向由本地區北部邊界西側出境。由該道路向西南西轉西可前往東施厝坪西側邊界並止於縣道139號舊線（八卦路）路口；向北北西繞大彎轉東北可前往林子並止於省道台3線路口。

## 產業
- 南崗工業區（東南部）